# Стрибки у воду на Чемпіонаті Європи з водних видів спорту 2018 — синхронний трамплін, 3 метри (жінки)
Змагання зі синхронних стрибків у воду з триметрового трампліна серед жінок на Чемпіонаті Європи з водних видів спорту 2018 відбулись 12 серпня.

## Результат[1]
| Місце | Країна          | Спортсмени                       | Очки  | Очки  | Очки  | Очки  | Очки  | Очки    |
| Місце | Країна          | Спортсмени                       | С1    | С2    | С3    | С4    | С5    | Загалом |
| ----- | --------------- | -------------------------------- | ----- | ----- | ----- | ----- | ----- | ------- |
| 1     | Італія          | Елена Берточчі Чіара Пеллачані   | 46.20 | 47.40 | 69.30 | 66.96 | 59.40 | 289.26  |
| 2     | Німеччина       | Лєна Гентшел Тіна Пунцель        | 46.80 | 45.60 | 63.00 | 62.10 | 69.30 | 286.80  |
| 3     | Росія           | Надія Бажина Крістіна Ільїних    | 48.00 | 50.40 | 60.30 | 63.00 | 61.20 | 282.90  |
| 4     | Велика Британія | Грейс Рейд Кетрін Торренс        | 48.60 | 49.20 | 68.40 | 65.10 | 39.60 | 270.90  |
| 5     | Нідерланди      | Інге Янсен Селін ван Дуйн        | 43.80 | 43.20 | 56.70 | 63.00 | 63.00 | 269.70  |
| 6     | Україна         | Вікторія Кесар Ганна Письменська | 46.80 | 40.80 | 59.40 | 67.50 | 54.87 | 269.37  |
| 7     | Швейцарія       | Маделін Кокуоз Джессіка Фавр     | 40.20 | 40.20 | 48.60 | 63.00 | 58.50 | 250.50  |
| 8     | Норвегія        | Анн Туксен Гелле Туксен          | 43.80 | 39.60 | 55.44 | 55.44 | 48.60 | 242.88  |
| 9     | Литва           | Індре Гірдаускайте Женев'єр Грін | 43.20 | 42.60 | 42.84 | 51.12 | 52.65 | 232.41  |